# Hazugságok mágusa
A Hazugságok mágusa (eredeti cím: The Wizard of Lies) 2017-ben bemutatott amerikai film, amelyet Barry Levinson rendezett.
A forgatókönyvet Sam Levinson, Sam Baum és John Burnham Schwartz írta. A producere Joseph E. Iberti. A főszerepekben Robert De Niro, Michelle Pfeiffer, Alessandro Nivola, Hank Azaria, Nathan Darrow, Kristen Connolly és Kathrine Narducci láthatóak. A zeneszerzői Evgueni Galperine és Sacha Galperine. A film gyártója a HBO Films, forgalmazója a HBO. Műfaja filmdráma és életrajzi film.
Amerikában 2017. május 10-én mutatták be az HBO-n.

## Cselekmény
A film Bernard "Bernie" Madoff amerikai üzletember és csaló életét mutatja be a korai hatvanas évektől a 2008-ban történt letartóztatásáig, miután az évtizedek alatt közel 65 milliárd dolláros vagyont gyűjtött össze a Ponzi-rendszernek nevezett piramisjáték módszerével, amivel dokumentáltan Madoff lett a legnagyobb összegben kárt okozó amerikai csaló. Sokáig tisztes üzletemberként tekintettek rá, aki egy időben a NASDAQ vezetője is volt, de a kilencvenes évektől elkezdtek gyanakodni az üzleti tevékenységei tisztaságára. A kétezres évek derekán végül bizonyítást nyert a csalássorozat, ezért Madoffot 2009-ben 150 év börtönbüntetésre ítélték.

## Szereplők
| Szereplő | Színész              | Magyar hang           |
| --- | -------------------- | --------------------- |
| Bernard Madoff | Robert De Niro       | Reviczky Gábor        |
| Ruth Madoff | Michelle Pfeiffer    | Kovács Nóra           |
| Mark Madoff | Alessandro Nivola    | Schmied Zoltán        |
| Frank Dipascali | Hank Azaria          | Kőszegi Ákos          |
| Andrew Madoff | Nathan Darrow        | Nagy Ervin            |
| Emily Madoff | Sydney Gayle         | Vida Sára             |
| Catherine Hooper | Lily Rabe            | Nemes Takách Kata     |
| Stephanie Madoff | Kristen Connolly     | Csondor Kata          |
| Eleanor Squillari | Kathrine Narducci    | Spilák Klára          |
| Martin London | Steve Coulter        | Rosta Sándor          |
| Peter Madoff | Michael Kostroff     | Berzsenyi Zoltán      |
| Önmaga | Diana B. Henriques   | Menszátor Magdolna    |
| Martin Flumenbaum | David Lipman         | Perlaki István        |
| Cacioppi ügynök | Kelly AuCoin         | Gubányi György István |
| Ike Sorkin | Mark La Mura         | Csuha Lajos           |
| Dan Horwitz | Michael A. Goorjian  | Tokaji Csaba          |
| Nicole De Bello | Sophie von Haselberg | Mohácsi Nóra          |
| Annette Bongiorno | Jane Dashow          | Nádasi Veronika       |
| Ideges befektető | Paul Eichel          | Turi Bálint           |
| Daniel | Eli Golden           | Mayer Marcell         |
| Ostrow ügynök | Geoffrey Cantor      | Törköly Levente       |
| Carl Shapiro | Ben Hammer           | Kajtár Róbert         |
| Mick Jarvis | Bruce McCarty        | Faragó András         |
| Jeffry Picower | Matt Fischel         | Forgács Gábor         |
| Kenneth Langone | Ray Iannicelli       | Várkonyi András       |
| Denny Chin bíró | Clem Cheung          | Barbinek Péter        |
| Reed Ahend | Gary Wilmes          | Barabás Kiss Zoltán   |
| Irving Picard | David Little         | Cs. Németh Lajos      |
| Burt Ross | Timothy Jerome       | Imre István           |
| Sheryl Weinstein | Judy Toma            | Sági Tímea            |
| Pinks | Marion McCorry       | Grúber Zita           |
| További magyar hangok |                      |                       |
| Bárány Virág, Bartók László, Bókai Mária, Czifra Krisztina, Élő Balázs, Hám Bertalan, Horváth Zsuzsa, Kapácsy Miklós, Kassai Ilona, Keresztény Tamás, Kertész Péter, Király Adrián, Kiss László, Koncz István, Láng Balázs, Lipcsey Colini Borbála, Matus Gábor, Mesterházy Gyula, Mikula Sándor, Nagy-Németh Borbála, Orosz István, Sarádi Zsolt, Szrna Krisztián, Téglás Judit, Tokaji Csaba |                      |                       |